# L’ami Fritz
L’ami Fritz ist ein Roman des französischen Schriftstellerteams Erckmann-Chatrian, der 1863 als Zeitungsroman und 1864 erstmals in Buchform erschien.

## Inhalt

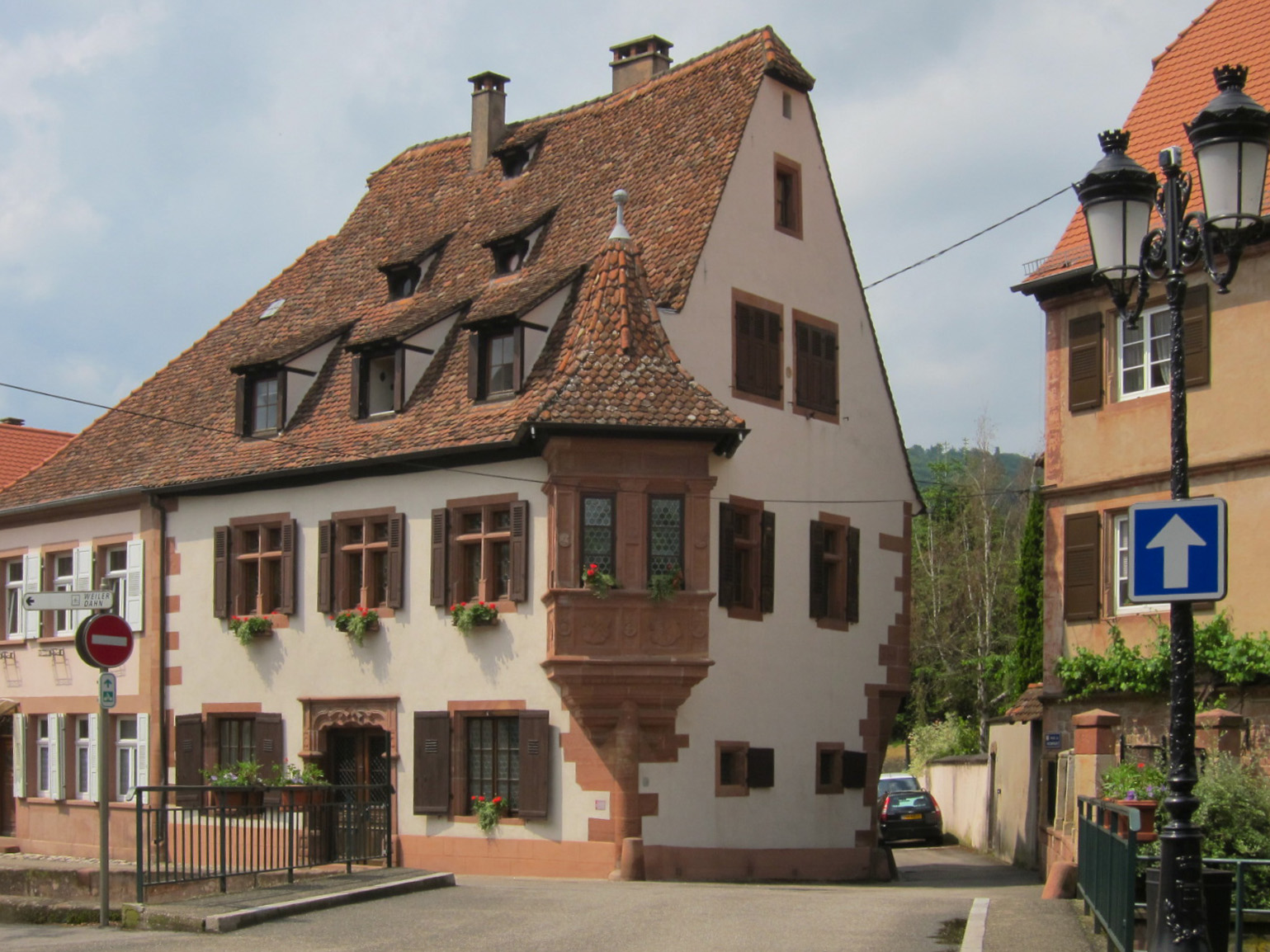
Maison de l'ami Fritz, ein Renaissancehaus (um 1550) in Wissembourg, das von Jacques de Baroncelli für die Dreharbeiten zu seinem Film L'Ami Fritz (1932) benutzt wurde

### Handlung
Der Roman spielt in Hunebourg, einer südpfälzischen Kleinstadt im Jahr 1847. Fritz Kobus, Sohn und Erbe eines Friedensrichters, lebt seit 15 Jahren als wohlhabender Junggeselle nach seinem Entschluss, ohne Arbeit und Familie einfach das Leben, den Wein und die Gesellschaft seiner Freunde in der Wirtschaft „Zum Hirschen“ (Grand-Cerf) zu genießen. Trotz der Bemühungen des Rabbiners (rebbe) David Sichel, der der beste Freund seines Vaters war und ihm regelmäßig die hübschesten Heiratskandidatinnen andient, ist Fritz dieser seiner Lebenseinstellung treugeblieben. 
Wie jedes Jahr zu Frühlingsanfang besucht der Zigeuner (bohémien) Iôsef Fritz Kobus, um diesem zum Dank dafür, dass Fritz ihn an einem Weihnachtstag vor dem Schutzmann Foux gerettet hat, mit der Geige aufzuspielen. Fritz lädt Iôsef und einige seiner Hunebourger Freunde zu einem Frühlingsfestessen ein, das von der alten Katel kenntnisreich zubereitet und von zahlreichen Flaschen besten Weines begleitet wird, die sich über die Jahre im Keller von Fritzens Vater und Großvätern angesammelt haben. Gegen Ende dieser reichhaltigen Mahlzeit tritt die junge Sûzel in Erscheinung, die Tochter des mennonitischen Bauern Christel, der Meisenthâl, den Hof der Familie Kobus, bewirtschaftet. Fritz verliebt sich, findet aber viele Gründe, Sûzel seine Liebe nicht zu gestehen. Dank der Bemühungen des Rabbiners kommt es schließlich doch noch zu einer Hochzeit.

### Weltbild
L’ami Fritz ist die idyllisierende Beschreibung einer Kleinstadt, die starke Ähnlichkeiten mit Erckmanns Vaterstadt Phalsbourg aufweist. Politische und soziale Spannungen werden zwar nicht ausgeblendet (das Wohnviertel der Juden ist das ärmste, Bauern wandern nach Amerika aus, die Steuereintreibung in einem entlegenen und armen Dorf wird beschrieben), die Hauptfigur des Romans scheint aber über all diesen Widrigkeiten des Alltags zu stehen und nur damit beschäftigt, gut zu leben und seine Freundschaften zu pflegen. Fritz Kobus, dessen Biographie und Lebensumstände denen Erckmanns erkennbar ähneln, ist ein sehr toleranter Mensch. Auch für die übrigen Personen finden sich reale Vorbilder in Erckmanns Leben.
Die Region zwischen Landau und der heutigen deutsch-französischen Landesgrenze hatte vom Ausgang des sog. Reunionskriegs (1683–1684) bis zum Wiener Kongress (1815) zu Frankreich gehört. Erckmann-Chatrian schildern in ihrem Werk Fritz aber historisch korrekt als Untertan des Königs von Bayern. Der Steuereinnehmer Hâan treibt die Abgaben für das Königreich Bayern ein, als Währung wird der bayrische Gulden genannt.

## Rezeption
Chatrian bot den Roman in Paris zunächst erfolglos dem Journal des Débats zur Veröffentlichung an. Schließlich veröffentlichte Auguste Nefftzer, der Mitbegründer und Herausgeber von Le Temps, das Werk, um seinen elsässischen Landsleuten einen Gefallen zu tun. L' ami Fritz wurde daraufhin zur allseitigen Überraschung zu einem großen Erfolg.
Der Roman wurde von den Verfassern 1876 auch erfolgreich als Komödie in 3 Akten veröffentlicht und erlebte in Frankreich bis in die jüngste Zeit immer wieder Neuauflagen. Er diente als Vorlage für die Oper L’amico Fritz von Pietro Mascagni (1891) und wurde 1892 für Reclams Universal-Bibliothek ins Deutsche übersetzt. In Frankreich wurde L’ami Fritz je zweimal für die Kinoleinwand (1920 bzw. 1933) und das Fernsehen (1967 bzw. 2001) verfilmt.
In Marlenheim im Elsass (Département Bas-Rhin) werden seit 1973 jedes Jahr am 14. und 15. August im Rahmen eines Volksfestes Szenen des Romans nachgestellt.

### Textausgaben
- Erckmann-Chatrian: L' ami Fritz. Hachette, Paris 1864
- in Erckmann-Chatrian: Contes et romans populaires. Hetzel, Paris 1867
- in Erckmann-Chatrian: Gens d'Alsace et de Lorraine. Omnibus, Paris 2001. ISBN 2-258-03780-8
- Erckmann-Chatrian: L' ami Fritz suivi de Myrtille. Edition Serpenoise, Metz 2004. ISBN 2-87692-627-X
- Émile Erckmann: Freund Fritz. Erzählung. Reclam, Leipzig 1892 (Reclams Universal-Bibliothek 2945/2946a)

### Sekundärliteratur
- G. Benoit-Guyod: La vie et l'œuvre d'Erckmann-Chatrian S. 13–270 in Jean-Jacques Pauvert (Hrsg.): Erckmann-Chatrian. Contes et romans nationaux et populaires, Bd. XIV. Pauvert & Hachette, Paris 1962